# Miriam Gavrieli

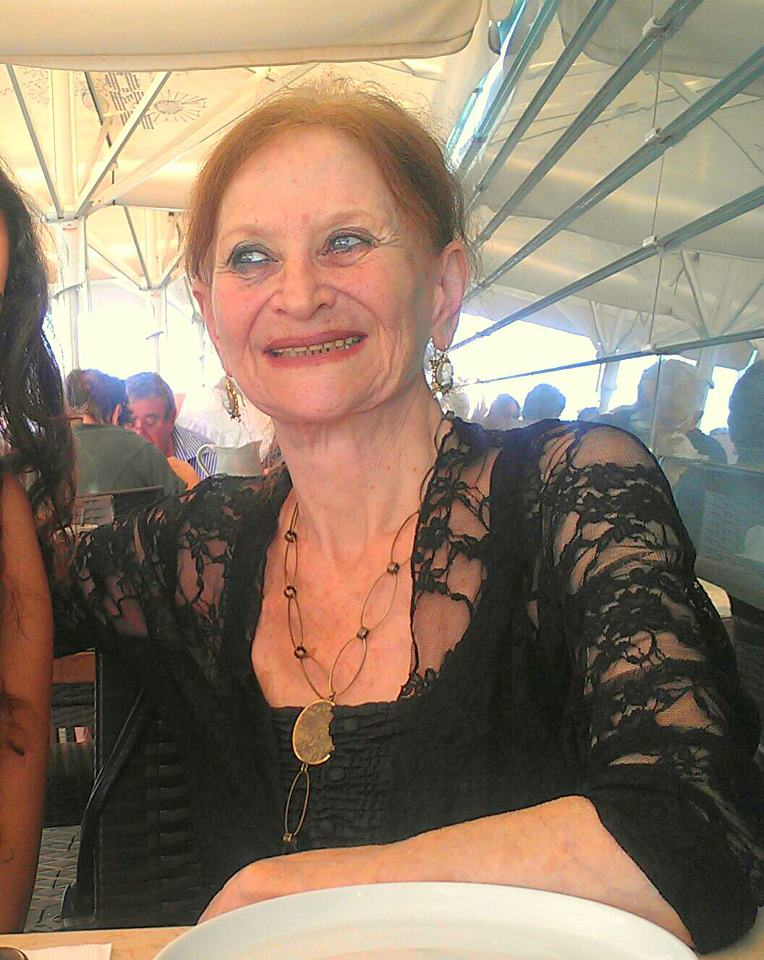
Miriam Gavrieli (2012)

Miriam Gavrieli (hebräisch מרים גבריאלי; * 1935) ist eine israelische Schauspielerin und Synchronsprecherin.

## Leben
Miriam Gavrieli studierte an der Hebräischen Universität Jerusalem Geschichte und Politikwissenschaft. Danach begann sie ein Schauspielstudium. Sie trat unter anderem in mehreren Theatern auf, u. a. im Cameri-Theater und im Habimah-Theater, wo sie in dem Musical My Fair Lady engagiert war. Ihr Filmdebüt hatte sie 1969 in der Filmkomödie Der Blaumilchkanal nach einem Buch von Ephraim Kishon, der auch Regie führte. Inzwischen war sie an 22 israelischen Spielfilmen als Schauspielerin beteiligt, zum letzten Mal 2017 in dem Film Das Testament von Amichai Greenberg, der mit seinem Regiedebüt zu den Filmfestspielen in Venedig eingeladen wurde.
Sie synchronisierte die hebräische Fassung von Mary Poppins und Eine zauberhafte Nanny.

## Filmografie (Auswahl)
- 1969: Der Blaumilchkanal
- 2009: Hatufim – In der Hand des Feindes, Fernsehserie, 1 Folge
- 2017: Das Testament